# Sloanea shankii
Sloanea shankii är en tvåhjärtbladig växtart som beskrevs av Standley & L.O. Williams. Sloanea shankii ingår i släktet Sloanea och familjen Elaeocarpaceae. Inga underarter finns listade i Catalogue of Life.